# Limnichus decorus
Limnichus decorus är en skalbaggsart som beskrevs av Thomas Broun 1880. Limnichus decorus ingår i släktet Limnichus och familjen lerstrandbaggar. Inga underarter finns listade i Catalogue of Life.